# Легка авіація армії Франції
Легка авіація сухопутних військ Франції (фр. Aviation légère de l’armée de Terre, ALAT) — армійська авіація, рід військ у французькій армії. ALAT використовує переважно гелікоптери, які виконують різні функції з підтримки наземних військ, як-от: розвідка, коригування вогню артилерії, боротьба з розвідниками противника, підвезення припасів, евакуація поранених, доставка особового складу на підконтрольні противнику території, безпосередні бойові дії (наприклад, протитанкові) тощо. В основному використовується для підтримки сухопутних військ. До ALAT входить приблизно 70 % гелікоптерів французької армії.
Підрозділ засновано 22 листопада 1954. Його покровителькою з 1994 року вважається Свята Клотільда.

## Історія
У 1912 році французька військова авіація була офіційно включена до складу французької армії разом із чотирма старими родами військ — піхотою, кавалерією, артилерією та інженерами. Авіація відігравала важливу роль в підтримці армії у Першій світовій війні, здійснюючи операції зі спостереження, наведення артилерії, бомбардування та обстрілів тощо. В той же час ця війна показала, що повітряний простір сам по собі є полем бою, і спонукало вивести у 1934 році авіацію зі складу армії в новий рід військ, повітряні сили. У 1937 році було створено групи артилерійського спостереження для армії (Groupes d'Observation d'Artillerie, GOA) вже у складі повітряних сил.
Після Другої світової війни стало зрозуміло, що армія, як і флот, потребує власного авіаційного підрозділу, окремого від повітряних сил. Указом від 3 березня 1952 року у складі ПС була створена легка авіація артилерійського спостереження (Aviation Légère d'Observation d'Artillerie, ALOA), яка 30 червня 1953 року перейшла під командування сухопутних військ. 22 листопада 1954 у складі армії було створено ALAT як багатоцільову армійську авіацію.
З того часу армійська авіація була задіяна майже в усіх військових і гуманітарних операціях, в яких брала участь Франція. Використання ударних гелікоптерів у поєднанні з вертолітним транспортом під час війни в Алжирі, які могли перекидати війська на територію противника, породило сьогоднішню тактику аеромобільної війни.

## Авіація
Дані наведено станом на травень 2023 року.
| Модель                                       | Зображення | Тип                                                                  | В експлуатації     |
| -------------------------------------------- | ---------- | -------------------------------------------------------------------- | ------------------ |
| Eurocopter EC-665 Tigre Франція / Німеччина  |            | ударний вертоліт                                                     | 67                 |
| Airbus Helicopters H160M Guépard Франція     |            | багатоцільовий вертоліт                                              | замовлено 80       |
| Sud-Aviation SA.342 Gazelle Франція          |            | ударно-розвідувальний вертоліт (планується заміна на Guépard)        | 80                 |
| NHIndustries TTH90 Caïman                    |            | десантно-транспортний вертоліт (версії TTh та FS)                    | 61 з 74 замовлених |
| Airbus Helicopters H225M Caracal Франція     | sans_cadre | транспортний вертоліт                                                | 8                  |
| Aérospatiale AS.532 Cougar Франція           |            | транспортний вертоліт                                                | 24                 |
| Sud-Aviation SA.330 Puma Франція             |            | транспортний вертоліт                                                | 25                 |
| Aérospatiale AS.555 Fennec Франція           |            | навчально-тренувальний вертоліт                                      | 18                 |
| Eurocopter EC120 Colibri Франція / Німеччина |            | навчально-тренувальний вертоліт                                      | 36                 |
| Socata TBM-700 Франція                       |            | транспортний літак                                                   | 9                  |
| Pilatus PC-6/B2-H4 Turbo Porter Швейцарія    |            | ЛСЗП, легкий транспортний літак, у тім числі для парашутного десанту | 5                  |

## Структура
Організаційна схема станом на 2024 рік
- Командування легкої авіації (Commandement de l'aviation légère de l'armée de Terre). Базується у Велізі-Віллакубле[en].
  - загін літаків сухопутних військ (Détachement avions de l'Armée de terre, DAAT) у Сен-Жак-де-ла-Ланді.
- 4-та ударна бригада армійської авіації (4e brigade d'aérocombat), раніше 4 аеромобільна бригада. Базується у Клермон-Феррані.
  - 1-й ударний полк армійської авіації (1er Régiment d'Hélicoptères de Combat, 1er RHC) в Фальсбурі.
  - 3-й ударний полк армійської авіації (3e Régiment d'Hélicoptères de Combat, 3e RHC) в Етені.
  - 5-й ударний полк армійської авіації (5e Régiment d'Hélicoptères de Combat, 5e RHC) у По.
  - 9-й аеромобільний полк підтримки (9e Régiment de Soutien Aéromobile, 9e RSAM). Базується у Монтобан.
  - 4-та рота командування і зв'язку (4e Compagnie de Commandement et de Transmissions, 4e CCT) у Клермон-Феррані.

Інші підрозділи:
- 4-й полк армійської авіації спеціального призначення (4e régiment d'hélicoptères des forces spéciales, 4e RHFS) — підрозділ Командування спеціальних сил французької армії[en], базується в По-Піренеї.
- Аеромобільна група технічної секції сухопутних військ (Groupement aéromobilité de la section technique de l'Armée de terre, GAMSTAT) у Валанс-Шабей[en].
- Контингент ALAT у Джибуті (Détachement ALAT de Djibouti, DETALAT FFDJ) — 5-й зведений експедиційний полк (5e régiment interarmes d'outre-mer) на авіабазі 188 у місті Джибуті.
- Контингент ALAT у Кот-д'Івуарі (Détachement ALAT de République de Côte d'Ivoire, DETALAT FFCI) — 43-й батальйон морської піхоти (43e bataillon d'infanterie de marine) в Міжнародному аеропорту Порт-Буе[en] (Абіджан).
- Змішана ескадрилья армійської авіації (Groupe interarmées d'hélicoptères, GIH), підпорядкована Командуванні спеціальних операцій[en]. Основною місією підрозділа є підтримка сил втручання Міністерства внутрішніх справ, зокрема GIGN жандармерії та RAID. Базується у Велізі-Віллакубле.